# Thecla mathewi
Thecla mathewi är en fjärilsart som beskrevs av William Chapman Hewitson 1874. Thecla mathewi ingår i släktet Thecla och familjen juvelvingar. Inga underarter finns listade i Catalogue of Life.